# 嘉松望
嘉松 望（かまつ のぞむ、1957年7月2日 - ）は、熊本県出身のプロゴルファー。

## 来歴
1983年にプロ入りし、1988年のかながわオープンでは矢部昭・岩下吉久・田中文雄と並んでの8位タイに入った。
1989年のペプシ宇部では2日目に69をマークして初日24位タイから一気に手嶋啓二・須藤聡明・中村忠夫・森憲二と並んでの9位タイに浮上し、最終日には金子柱憲・渡辺司（西）と並んでの9位タイに入った。
1989年の日本プロでは79位までの後期予選会を78位のぎりぎりで通過して出場を果たすと、初日に3番から3連続バーディー、5番で15～16m、13番で12〜13mのパットが入るなど、ボギーなしの6アンダー65で回り、首位に立つ。日刊スポーツの記者には「どうせ予選で落ちるから、明日はホテルをチェックアウトしてきます」と真顔で話したが、2日目には76とスコアを崩したものの、12位で予選を通過した。
1990年のペプシ宇部では2日目に68をマークして初日92位タイから22位タイに浮上し、最終日には67をマークして室田淳と並んでの6位タイに入った。
1990年の富山県オープンでは三上法夫とプレーオフの末に2位、1993年のアコムインターナショナルでは10位に入り、1994年のマルマンオープンを最後にレギュラーツアーから引退。
現在は藤沢ジャンボゴルフアカデミー特別講師。